# Heavenly
Heavenly ist eine französische Power-Metal-Band.

## Geschichte
Heavenly wurde 1994 in Paris von Ben Sotto und Max Pilo unter dem Namen Satan's Lawyer ursprünglich als Coverband gegründet. Gemeinsam mit dem Gitarristen Anthony Parker produzierten sie eine Demo mit drei Tracks, mit dem sie einen Plattenvertrag bei Noise Records erhielten. Da Parker kurz zuvor ausgestiegen war, kam Chris Savourey als Ersatz in die Band. Die noch vakante Position am Bass übernahm Laurent Jean.
Im Mai 2000 veröffentlichten Heavenly ihr Debütalbum Coming from the Sky, an dem auch Kai Hansen von Gamma Ray und Piet Sielk von Iron Savior als Gastsänger mitwirkten. Im November desselben Jahres tourten sie mit Symphony X durch Frankreich und traten beim Hard Rock Magazine-Festival auf. Mit Frédéric Leclercq kam ein Keyboarder als weiteres Mitglied hinzu und da Laurent Jean die Band wieder verlassen hatte, wurde er durch Piere-Emmanuel Pelisson ersetzt. In dieser Besetzung begleiteten sie Stratovarius im Dezember 2000 auf deren Infinite-Tour als Vorgruppe. Nachdem Chris Savourey ebenfalls gegangen war, übernahm Leclerq die Position des Gitarristen.
2001 erschien das zweite Album Sign of the Winner, welches sie auf einer Tour als Vorband von Edguy bewarben. Charley Corbiaux war während dieser Tour zweiter Gitarrist und wurde danach als festes Mitglied aufgenommen.
Nach einem Auftritt beim Wacken Open Air 2002 begannen die Aufnahmen für ihr drittes Album Dust to Dust, das Anfang 2004 erschien. 2006 veröffentlichten sie ihr viertes Album Virus. Am 7. Juli 2007 traten Heavenly als Opener beim ersten Magic Circle Festival in Bad Arolsen auf. Ein Teil dieses Auftrittes ist auf der DVD Magic Circle Festival – Volume 1 zu sehen. Im Jahre 2009 folgte das fünfte Studioalbum Carpe Diem.

## Diskografie

### Demo
- 2000: 3 titles

### Alben
- 2000: Coming from The Sky
- 2001: Sign of the Winner
- 2004: Dust to Dust
- 2006: Virus
- 2009: Carpe Diem